# Municipio de Villa de Tututepec de Melchor Ocampo
El municipio de Villa de Tututepec de Melchor Ocampo es uno de los 570 municipios en que se encuentra dividido el estado Oaxaqueño pos de Oaxaca y que se encuentra localizado en la zona costera del mismo. Su cabecera es Villa de Tututepec de Melchor Ocampo.

## Geografía
El municipio de Villa de Tututepec de Melchor Ocampo se encuentra localizado en la región Costa y en el distrito de Juquila, en la costa del estado. Tiene una extensión territorial de 1 219.727 kilómetros cuadrados que equivalen al 1.30% de la extensión total del estado, siendo sus coordenadas extremas 15°55′ - 16°17′ de latitud norte y 97°10′ - 97°48′ de longitud oeste y su altitud fluctúa entre un máximo de 1600 y un mínimo de 0 metros sobre el nivel del mar.
Limita al oeste con el municipio de Santiago Jamiltepec, al norte con el municipio de Tataltepec de Valdés, al noreste con el municipio de San Miguel Panixtlahuaca, el municipio de Santa Catarina Juquila y el municipio de Santos Reyes Nopala, y finalmente al este con el municipio de San Pedro Mixtepec -Distrito 22-. Todo el sur de su territorio es bañado por el Océano Pacífico.

## Demografía
La población total del municipio de acuerdo con el Censo de Población y Vivienda realizado en 2020 por el Instituto Nacional de Estadística y Geografía, es de 50,541 habitantes, de los que 24,533 son hombres y 26,008 son mujeres.
La densidad de población asciende a un total de 40 personas por kilómetro cuadrado.

### Localidades
El municipio se encuentra formado por 143 localidades, las principales y su población de acuerdo al censo de 2020 son:
| Localidad                            | Población (2010) |
| ------------------------------------ | ---------------- |
| Río Grande o Piedra Parada           | 15 373           |
| San José del Progreso                | 5 019            |
| La Luz                               | 2 784            |
| Santa Rosa de Lima                   | 2 621            |
| Villa de Tututepec de Melchor Ocampo | 1 894            |
| Total municipio                      | 50 541           |

## Política
El gobierno de Villa de Tututepec de Melchor Ocampo corresponde al ayuntamiento, éste es electo por el principio de partidos políticos, vigente en 146 municipios de Oaxaca, a diferencia del sistema de usos y costumbres vigente en los restantes 424, por tanto su elección es como en todos los municipios mexicanos, por sufragio directo, universal y secreto para un periodo de tres años renovables por un periodo inmediato, el periodo constitucional comienza el día 1 de enero del año siguiente a su elección. El Ayuntamiento se integra por el presidente municipal, un Síndico y un cabildo formado por cinco regidores.

### Representación legislativa
Para la elección de diputados locales al Congreso de Oaxaca y de diputados federales a la Cámara de Diputados federal, el municipio de Villa de Tututepec de Melchor Ocampo se encuentra integrado en los siguientes distritos electorales:
Local:
- Distrito electoral local de 23 de Oaxaca con cabecera en San Pedro Mixtepec.[4]

Federal:
- Distrito electoral federal 9 de Oaxaca con cabecera en Puerto Escondido.[5]